# Koppe doleschalli
Espèce
Koppe doleschalli est une espèce d'araignées aranéomorphes de la famille des Liocranidae.

## Distribution
Cette espèce est endémique de Ambon aux Moluques en Indonésie. Elle se rencontre vers Irie.

## Description
La femelle holotype mesure 3,80 mm et le mâle paratype 4,00 mm.

## Étymologie
Cette espèce est nommée en l'honneur de Carl Ludwig Doleschall.

## Publication originale
- Deeleman-Reinhold, 2001 : Forest spiders of South East Asia: with a revision of the sac and ground spiders (Araneae: Clubionidae, Corinnidae, Liocranidae, Gnaphosidae, Prodidomidae and Trochanterriidae. Brill, Leiden, p. 1-591.